# Amisk Lake (sjö i Kanada, Saskatchewan)
Amisk Lake är en sjö i Kanada.   Den ligger i provinsen Saskatchewan, i den centrala delen av landet, 2 100 km väster om huvudstaden Ottawa. Amisk Lake ligger 293 meter över havet. Arean är 430 kvadratkilometer.
Trakten runt Amisk Lake är nära nog obefolkad, med mindre än två invånare per kvadratkilometer.